# Cork
Cork (em irlandês: Corcaigh) é a segunda maior cidade da República da Irlanda e a terceira mais populosa da ilha da Irlanda (sendo a capital Dublin a mais populosa). É a capital e a principal cidade do condado de Cork e também a maior cidade de Munster.
Desde 1898 a cidade possui estatuto de condado administrativo (county-boroughs).

## Etimologia
O nome da cidade deriva da palavra irlandesa corcach, que significa "lugar pantanoso", referindo-se à sua situação sobre o Rio Lee. Cork tem uma reputação de rebeldia que remonta ao apoio da cidade ao inglês Perkin Warbeck em 1491, na sequência da Guerra das Rosas. O Condado de Cork é apelidado de "Condado Rebelde", e muitas vezes referem-se à cidade como a "verdadeira capital da Irlanda".

## História
Cork foi originalmente uma colónia monástica fundada por São Finbarr no século VI.  No entanto, Cork apenas alcançou um carácter urbano entre 915 e 922 quando colonizadores de viquingues fundaram um porto comercial. Foi proposto que, como Dublin, Cork fosse um importante centro comercial no comércio mundial escandinavo.
A Carta da cidade foi concedida pelo Rei João de Inglaterra, em 1185. O título de presidente da Câmara Municipal de Cork foi estabelecido pela Carta Real, em 1318, e o título foi alterado para Lord Mayor, em 1900.
Na Guerra da Independência, o centro de Cork foi eviscerado pelos incêndios perpetrados pelo Black and Tans britânico, e a cidade assistiu a ferozes combates entre forças britânicas e irlandesas. Durante a Guerra Civil Irlandesa, Cork realizou um antiTratado de Forças, até que foi repetido pelo pró-Tratado do Exército Nacional, num ataque a partir do mar.
A cidade era totalmente murada: diversas secções dessas muralhas perduram até aos dias de hoje.

## Geografia
O Rio Lee corre através da cidade, uma ilha no rio, formando a parte principal do centro da cidade, pouco antes do curso do Rio Lee chegar ao Lago Mahon e, em seguida, o Porto de Cork, a segunda maior baía natural do mundo, depois de Sydney, Austrália. A cidade é um importante porto marítimo irlandês - com cais e docas localizadas ao longo da via navegável do amplo Rio Lee sobre o lado leste da cidade. Cork é uma das três cidades que constituem o corredor Cork-Limerick-Galway, com uma população de cerca de 1 milhão de pessoas.

### Clima

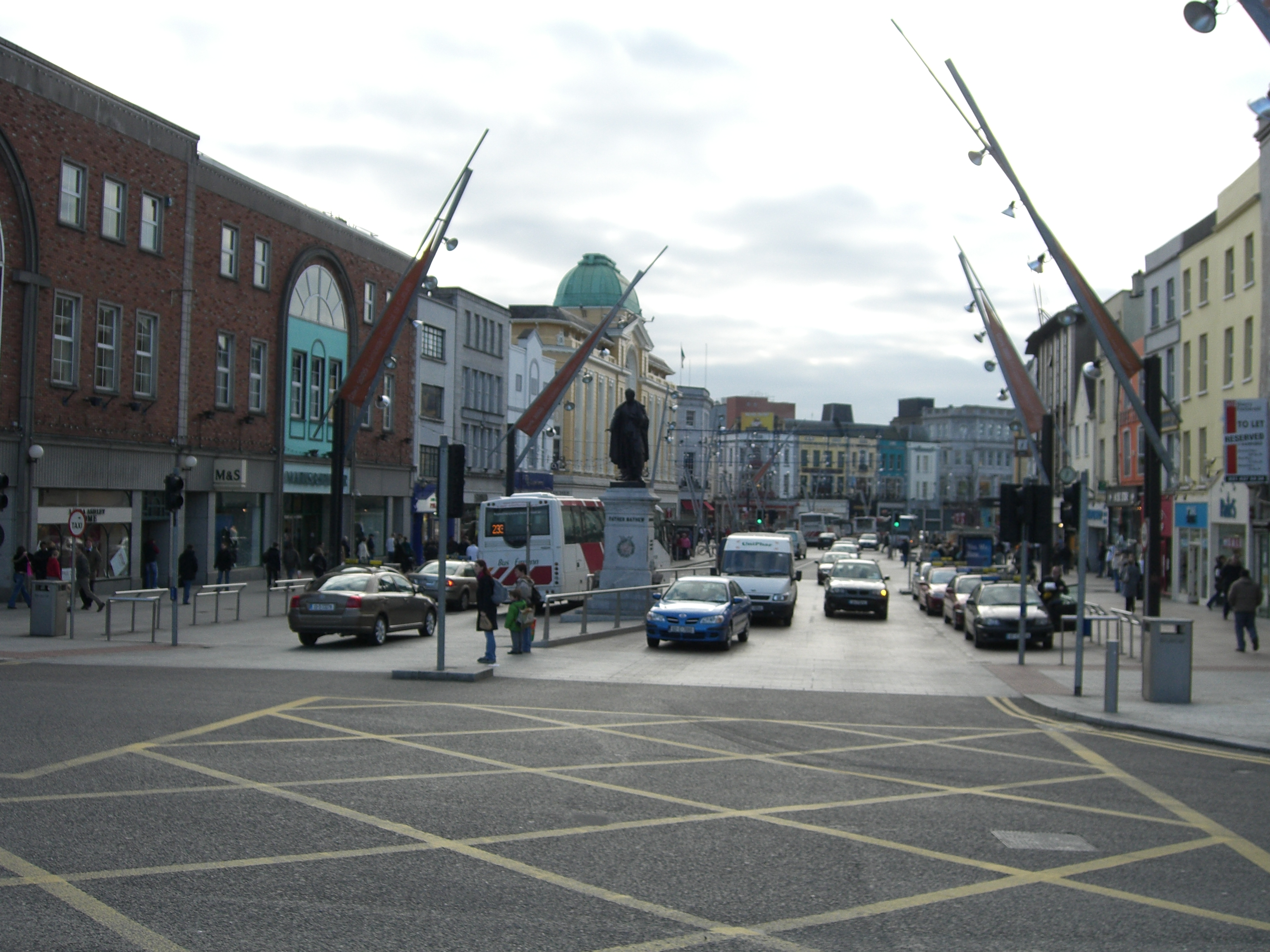
Patrick Street - Cork

O clima de Cork é bastante agradável com verões frescos e invernos modestos. A sua temperatura média é de 9 °C e 20 °C nos meses mais quentes de Verão. A temperatura mais alta registada em Cork foi de 29 °C e a mais baixa de -9 °C.

### Demografia
É a principal cidade e centro administrativo do Condado de Cork e a maior cidade da província de Munster. A cidade tem uma população de 222 333 habitantes, enquanto que a adição das áreas suburbanas contidas no Condado de Cork totalizam 581 31 habitantes. A Área Metropolitana de Cork tem uma população de cerca de 305 222 habitantes, enquanto que o Greater Cork tem cerca de 380.000 habitantes.

## Economia

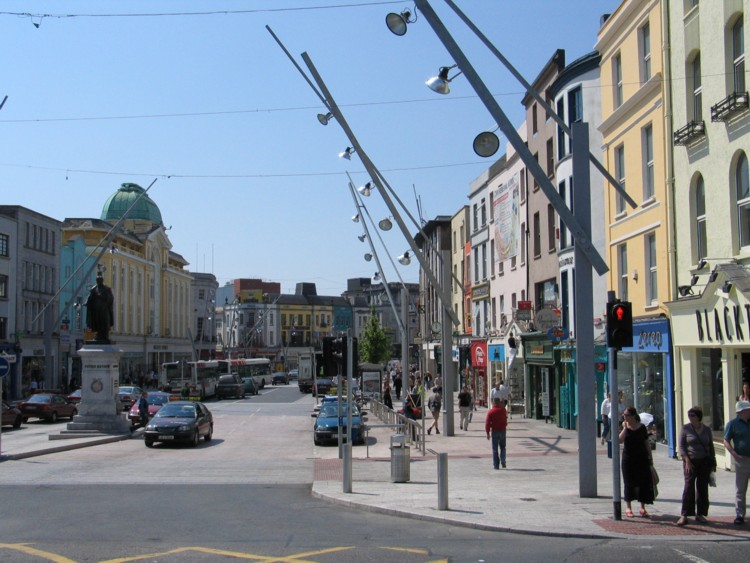
Cork - St. Patrick's Street

A maior parte do sucesso económico de Cork deve-se à sua localização estratégica junto de um porto, trabalhadores qualificados e à política do Governo em favorecer as empresas. A profundidade do porto de Cork permite a entrada de navios de qualquer porte, trazendo comércio e de fácil importação e exportação de produtos. O Aeroporto Internacional de Cork também permite um acesso fácil para a Europa continental e a Estação de Kent garante boas ligações ferroviárias para o comércio regional.

### Indústria
Cork é o coração da indústria no sul da Irlanda. A sua principal indústria é a farmacêutica, com a Pfizer Inc e a Novartis, que asseguram muitos empregos para a região. O mais famoso produto da indústria farmacêutica em Cork é o Viagra.
Cork é também a sede europeia da Apple Computer, onde produzem os seus computadores e estão servindo os clientes em toda a Europa. A EMC Corporation tem 1.600 trabalhadores empregados nos seus 52.000 metros quadrados, produzindo os seus serviços técnicos. Também é sede da Heineken, Murphy's Irish Stout e Beamish and Crawford, que estão na cidade há muitas gerações.

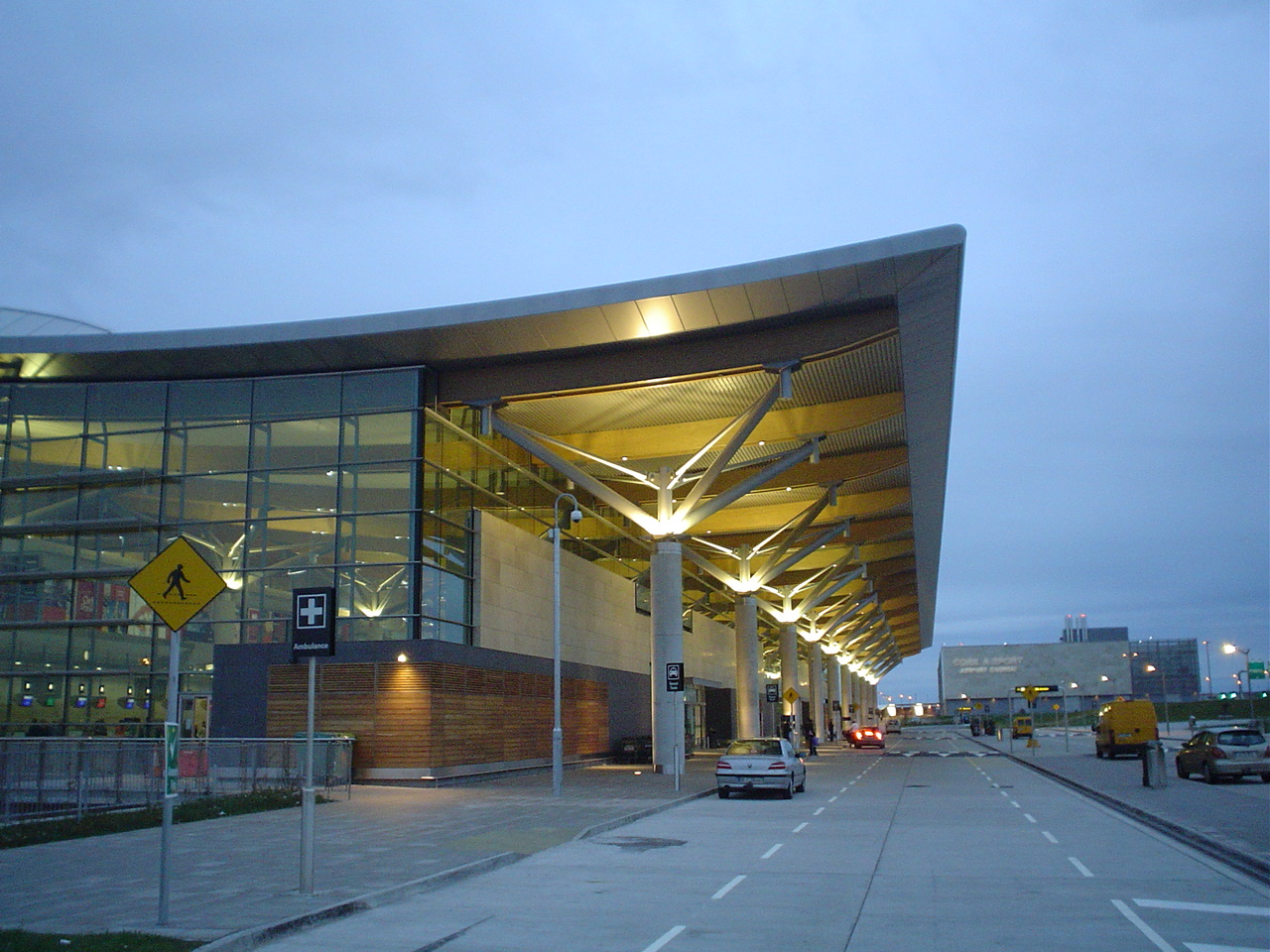
Aeroporto Internacional de Cork

Durante muitos anos, a empresa Ford tinha fábricas em Cork, que produzia carros na área das docas antes de fechar a fábrica. O avô de Henry Ford era de Cork, e foi a principal razão para a abertura de uma fábrica na cidade. Mas a tecnologia tem substituído o antigo negócio de fabrico dos anos 70 e 80 e os trabalhadores foram transferidos para outras fábricas na cidade.
Os subúrbios de Cork tem também um bom número de fábricas com boas ligações rodoviárias e de telecomunicações modernas, para atrair investimentos estrangeiros e locais da Europa, dos E.U.A e do Japão. Recentemente, foram instalados no Parque Empresarial do Aeroporto de Cork, a Amazon.com e a Motorola.

### Comércio
O comércio de Cork está a desenvolver-se rapidamente com shoppings que misturam a arte e a modernidade, e lojas locais que vendem produtos domésticos e, muitas vezes, exclusivamente artesanais.
Existem grandes armazéns para todos os bolsos, desde boutiques caras a pequenas lojas. Os centros comerciais estão em toda a área suburbana, em lugares como Blackpool, Ballincollig, Douglas, Wilton e Mahon Point. Há outros no centro da cidade, que estão a ser desenvolvidos para competir com os subúrbios.
A principal rua comercial é St. Patrick. Outras áreas comerciais são a Oliver Plunkett Street e a Grand Parade.

## Educação

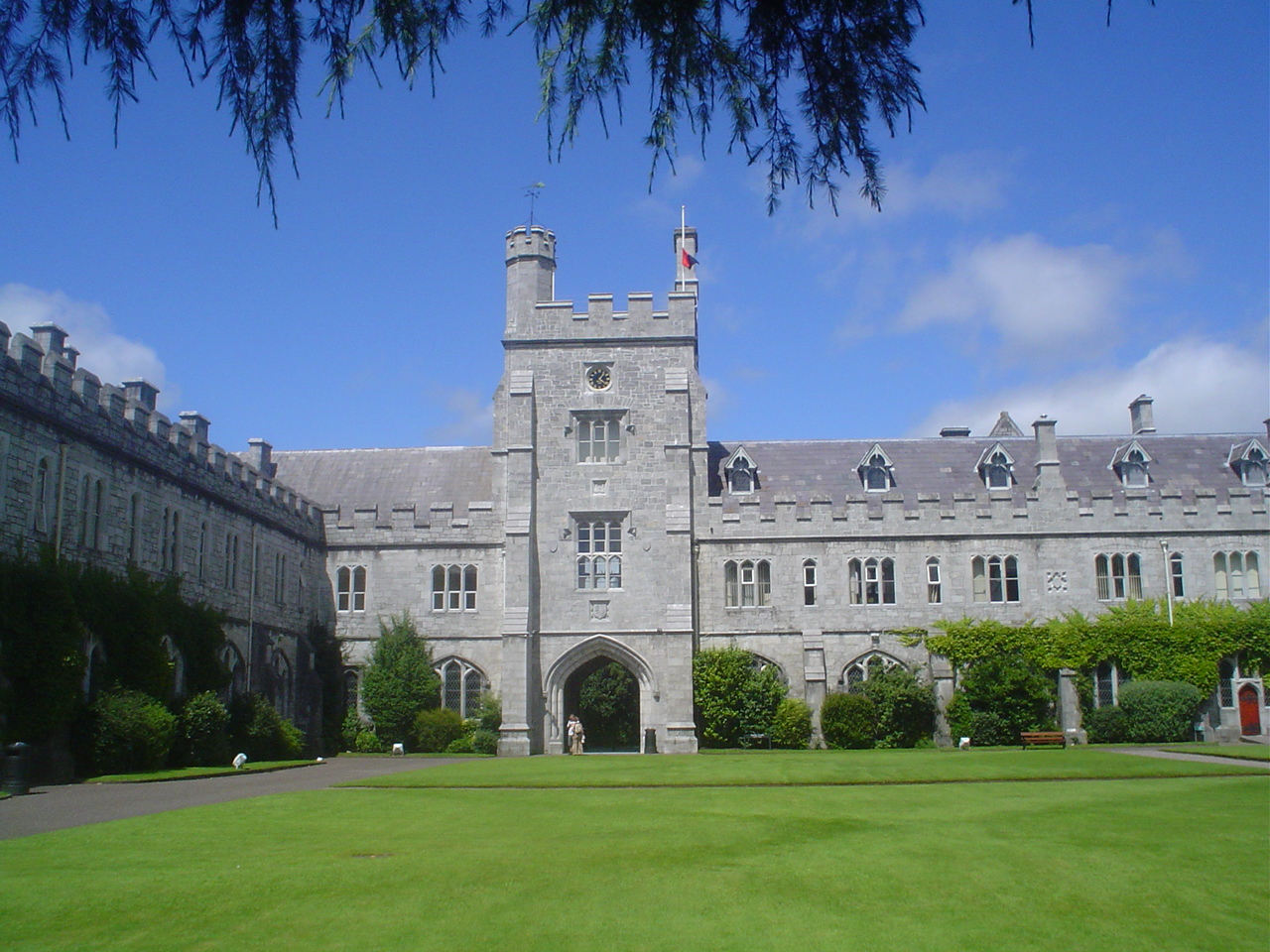
University College Cork

Cork é um centro educacional importante na Irlanda. A Universidade de Cork (University College Cork, UCC), um componente da Universidade Nacional da Irlanda, oferece uma ampla variedade de cursos, como Artes, Comércio, Engenharia, Direito, Medicina e Ciências. A universidade foi nomeada a "Universidade Irlandesa do Ano" em 2003-2004 e 2005-2006 pelo Sunday Times. O Instituto Tecnológico de Cork (Cork Institute of Technology, CIT) oferece uma variedade de cursos de terceiro grau em Matemática, Ciência de Computação, Engenharia e Negócios (mecânica, eletrónica, elétrica e química). A Universidade Nacional Marítima da Irlanda (National Maritime College of Ireland), também localizada em Cork, é um dos poucos lugares no país onde é possível estudar cursos náuticos. O CIT também inclui a Escola de Música (Cork School of Music) e o Instituto de Artes e Design Crawford (Crawford College of Art and Design). O Instituto do Comércio (Cork College of Commerce) é o maior instituto de graduação na Irlanda. Há outros institutos de terceiro grau, o que evidencia o Griffith Institute (Griffith College Cork), que começou em 1884.
Existe também um grande número de estudantes estrangeiros, especialmente de países onde se situam cidades-irmãs de Cork. O maior número de estudantes estrangeiros vêm da China, particularmente de Xangai. Isto é devido aos programas de intercâmbio de estudantes de universidades chinesas neste país. Outros estrangeiros vêm da Polónia, Índia, Letónia, França, Alemanha, Reino Unido e países da América, principalmente Brasil.

## Cultura

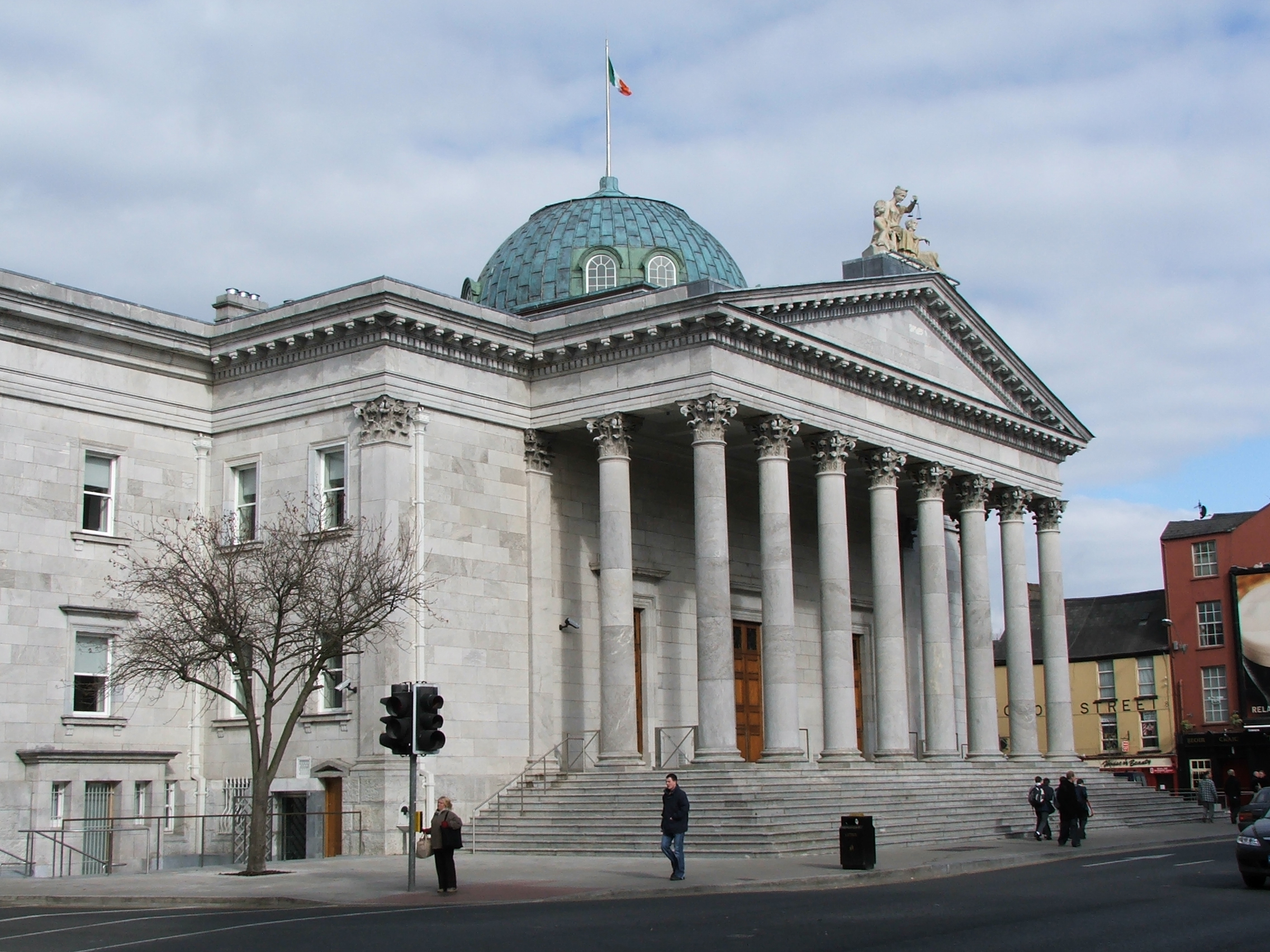
Tribunal

A vida cultural de Cork é palpitante. Música, teatro, dança e cinema desempenham um papel importante na vida da cidade. A Escola de Música de Cork e o Crawford College of Art and Design proporcionam constantemente uma uma lufada de ar fresco, assim como os muitos grupos de teatro da Universidade. Os mais proeminentes são os seguintes: Corcadorca Theatre Company, onde começou Cillian Murphy; Cork Film Festival, o maior patrocinador do shorts; O Instituto de Coreografia e de Dança, um recurso para a dança contemporânea; Triskel Arts Centre, Cork Jazz Festival, a Academia de Cork de Arte Dramática (CAD). O Palace Everyman Theatre e o Tulha Teatro acolhem um grande número de dramas teatrais ao longo do ano.
Cork ganhou a diversidade cultural ao longo de muitos anos, com os imigrantes provenientes de todo o mundo, especialmente da Polónia, Lituânia, Letónia e de vários países africanos. Isto reflecte o crescimento recente dos restaurantes e lojas multiculturais, incluindo a taxa normal de restaurantes chineses e tailandeses, franceses e, mais recentemente pastelarias, restaurantes hindus, kebabs e do Médio Oriente. Embora, em Cork, houvesse uma significativa imigração de judeus provenientes da Lituânia e da Rússia no final do século XIX, e não obstante o facto de os cidadãos como o judeu Gerald Goldberg (várias vezes Lord Mayor), David Marcus (escritor) e Louis Marcus (cineasta) tiveram um papel importante na Cork do século XX. A comunidade judaica é actualmente quase inexistente, mas continua a estar presente no Bairro Judeu.

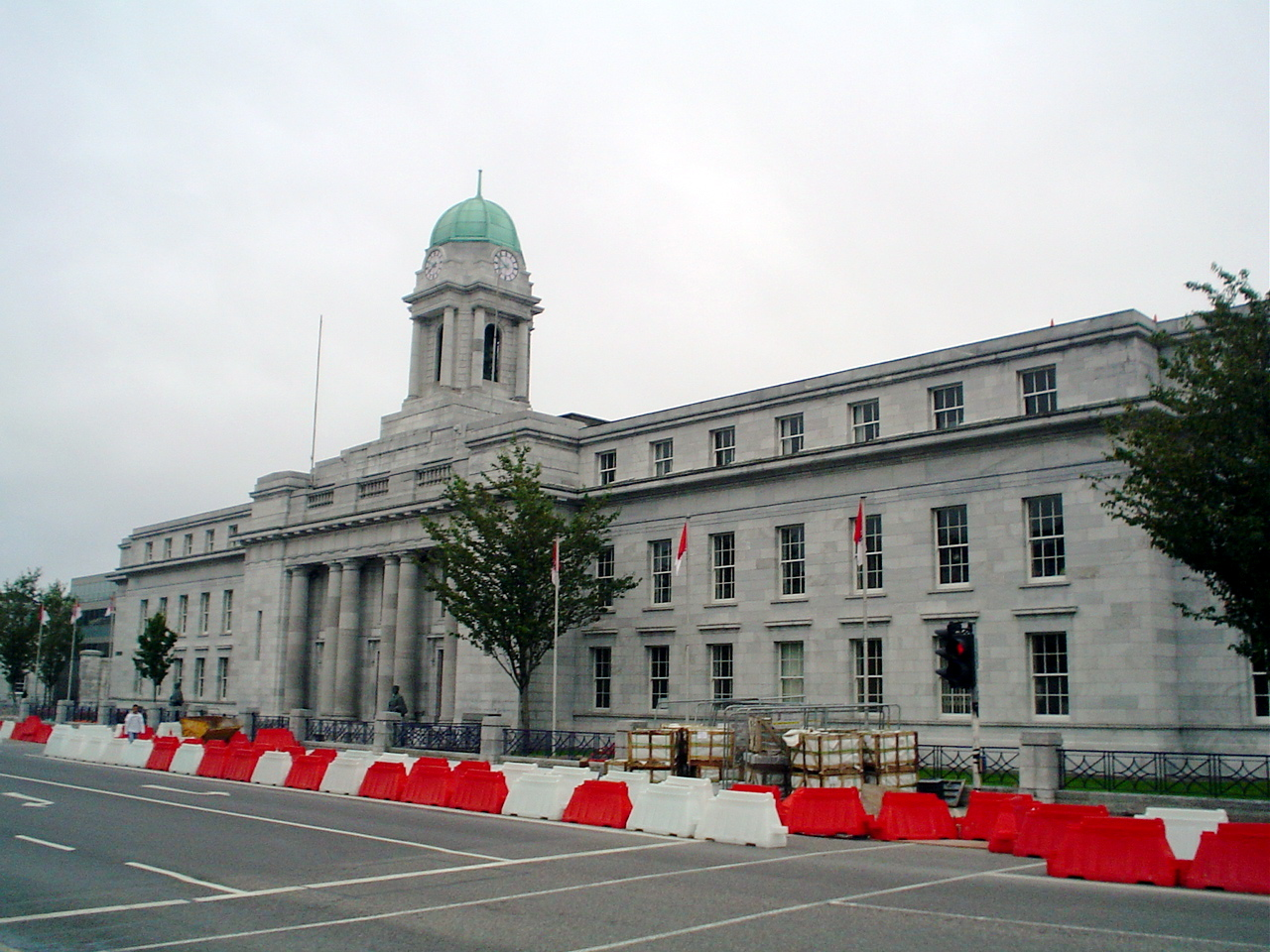
Câmara Municipal de Cork

Actualmente, houve aumentos nas infra-estruturas da Ópera e na Crawford Municipal Art Gallery. A nova Lewis Glucksman Gallery, abriu em 2004, e a Universidade foi nomeada com o prestigioso Prémio Stirling no Reino Unido. Está também a ser construída uma nova Escola de Música.
Cork foi a Capital Europeia da Cultura em 2005. Um dos principais projetos foi o Cork Caucus. Em 2005, uma rede sem cabos da Smart Telecom foi instalada para transformar o centro da cidade, uma das primeiras na Europa, com uma rede Wi-Fi a alta velocidade.
Não existe rivalidade entre Dublin e Cork, semelhante à que existe entre Madrid e Barcelona, mas os habitantes de Cork veem a si próprios como diferentes do resto da Irlanda, sendo apelidados de "rebeldes". Isto manifesta-se no que se refere à região como a República Popular de Cork (sem conexão ao comunismo). Os cidadãos da Capital andam com t-shirts e outras peças com o nome da República Popular da Cork impresso em várias línguas como o inglês, irlandês, italiano e polaco. A bandeira é hasteada, bicolor em edifícios públicos e civis (incluindo o tribunal, o terminal de autocarros e a estação de comboios). Muitas vezes acompanhada pela bandeira nacional da Irlanda, mas, por vezes, sozinha.

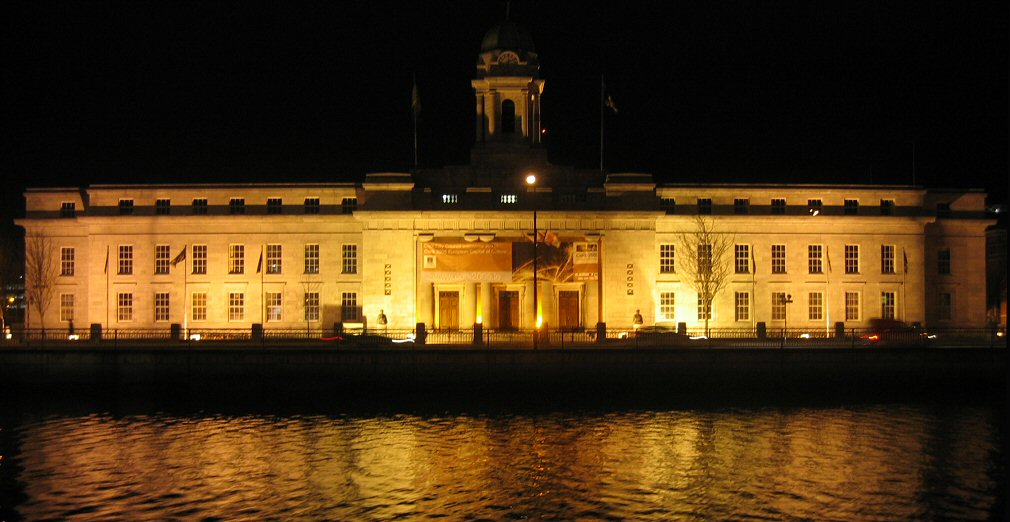
Câmara Municipal de Cork, durante a noite

Cork possui várias estações de rádio e de televisão, para além de algumas redações de jornais.
O desporto é muito importante para os habitantes de Cork, sendo o hurling, o futebol Gaélico, o rugby e o futebol os mais populares.
Tradições
A cidade tem uma grande quantidade de tradições na alimentação e nos costumes locais, algumas partilhadas com outras partes da Irlanda, mas algumas em localidades específicas. As mais famosos são os géneros alimentícios tradicionais de Cork: Crubeens e Tripe and Drisheen.
Outras tradições incluem a exploração (actualmente suspensa) que marca o regresso da carne em cima da mesa, no final da Quaresma. As festividades no início do século XIX, e chamadas de "Whipping The Herring", é um ritual que consiste num passeio pelas ruas em direção ao rio Lee.
Sotaque
O sotaque de Cork tem um tom diferente dos seus concelhos vizinhos. Os viquingues e os normandos elisabetanos deixaram uma marca indelével sobre os hábitos e linguagem do povo de Cork. O sotaque de Cork também é diferente em cada lado do rio Lee. As suas características são:
- O som consoante θ (TH) é pronunciado pouco ou nada.
- Acrescentar as palavras “like”, “boy” e/ou “so” no final da frase para a enfatizar.
- A gíria e o sarcasmo únicos na cidade, podem ser identificados pelo acentuado tom usados em geral nas expressões.

Lazer
Não há escassez de vida noturna em Cork. Há um lote de excelentes restaurantes como Fenns Quay e Isaacs. A cidade é famosa pelas seus locais com música ao vivo como como Cyprus Avenue, Sober Lane, An Cruisin Lan e Charlies.
As discotecas são mais proeminentes como The Savoy, Fast Eddie, Rafterz, Cubins, Havana Browns, o Qube, Redza, Instinct e Club Classic. Dos bares nocturnos, destaca-se The Old Oak e An Bróg na rua Oliver Plunkett, e The Quad na rua Tuckey.
Para o dia, nada melhor que desfrutar de uma autêntica atmosfera irlandesa que se encontra em inúmeros bares na cidade.

### Locais de interesse

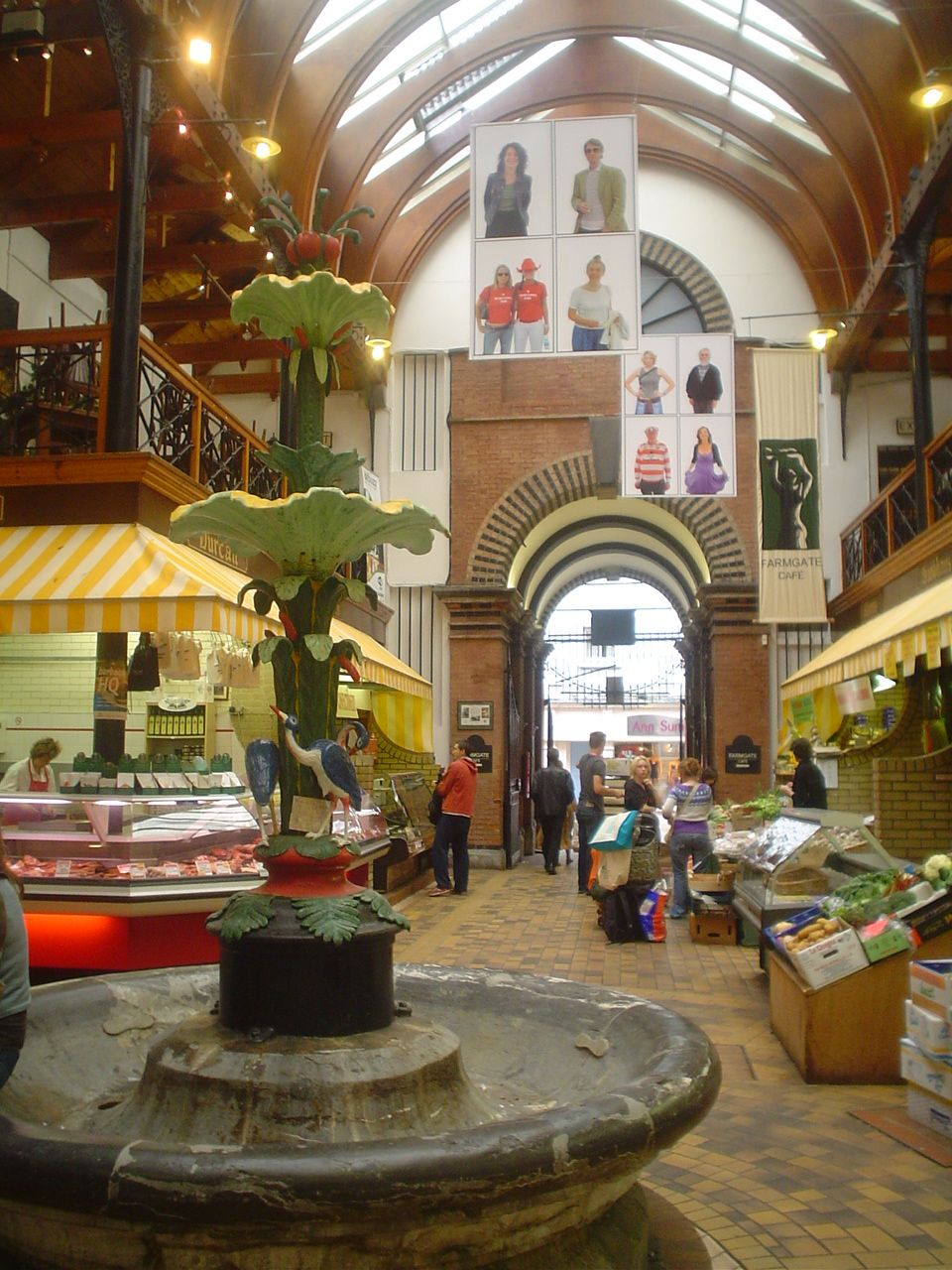
Mercado inglês

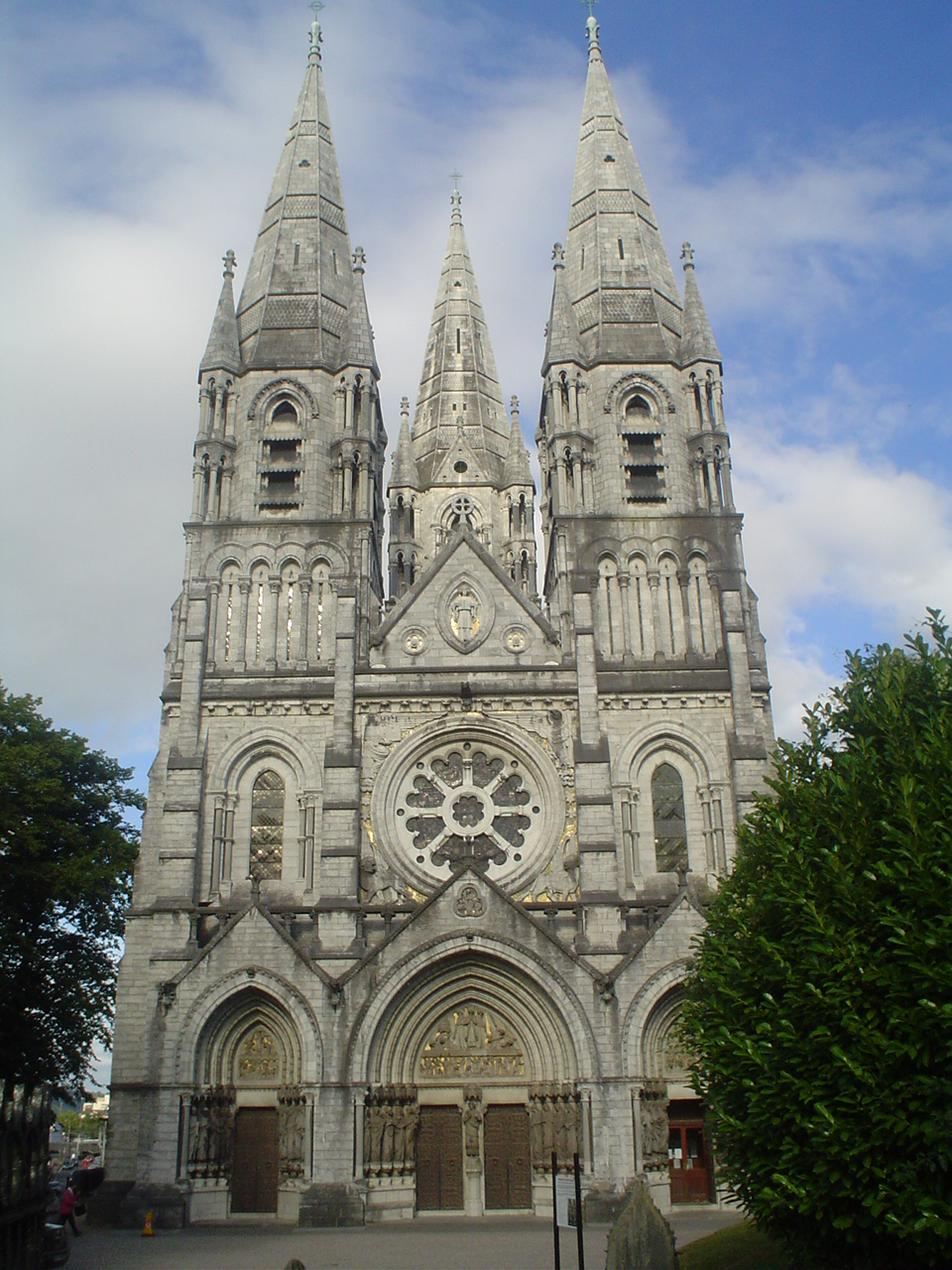
Catedral de São Finbarr

A cidade de Cork, na presunção geral de boa arquitectura, é capaz de competir com o Dublin e Belfast. A rua principal, St. Patrick Street foi remodelada a partir de 2004. Sendo a principal rua comercial, orgulha-se dos sues proeminentes edifícios ao longo da sua ampla avenida (muito do trajecto é para travessia pedonal). A adjacente Grand Parade é uma avenida com árvores, onde se situam escritórios e instituições financeiras. O antigo centro financeiro é o South Mall, com diversos bancos cujo interior é do século XIX, e que merecem uma visita, sobretudo o Allied Irish Bank. Muitos dos edifícios da cidade são de estilo georgiano, embora a torre moderna de County Hall seja o edifício mais alto de toda a Irlanda. Do outro lado do rio está o maior edifício da Irlanda, o Hospital Mental, construído na época vitoriana, que foi renovado e convertido num complexo residencial.
O prédio mais famoso de Cork é a torre da Igreja de Shandon, que domina o lado norte da cidade. Os lados norte e leste são feitos de arenito vermelho, e o leste e o sul por calcário branco, predominante na região. A Torre do Relógio é conhecida como o Liar das Quatro Faces (The Tour-faced Liar), a partir da base do edifício parece que cada relógio mostra uma hora diferente. O Shandon é aberto ao público, que podem tocar os sinos.
A Câmara Municipal, outro esplêndido edifício calcário, que substituiu o antigo, destruído pelo exército britânico em 11 de Dezembro de 1920 durante a Guerra da Independência num evento conhecido como "a queima de Cork". O custo deste novo edifício foi assegurado pelo Governo britânico em 1930, como um gesto de reconciliação.
Há duas catedrais na cidade: a Catedral Católica Romana, St. Mary's Cathedral (vulgarmente conhecida como a Sé do Norte) e a Catedral da Igreja da Irlanda, Catedral de São Finbarr. A ópera Cork é uma das poucas instalações deste tipo que existem na Irlanda. O Fitzgerald Park, no oeste da cidade, bem como os jardins da Universidade, através dos quais o rio Lee atravessa, são outros dos locais de interesse turístico.
O mercado inglês, acessível a partir de Grand Parade, Patrick Street, Oliver Plunkett Street e de Princes Street, é um mercado coberto, onde se vende peixe, fruta, carne, especiarias e iguarias. As origens do mercado remotam a 1610, mas o edifício actual data de 1786.
O European walking route E8, que atravessa o continente, começa em Cork e acaba 4700 km depois, em Istambul, Turquia.
A vizinhança também oferece muitas possibilidades para os turistas. O Castelo Blarney é um dos mais importantes e das mais famosas atracções turísticas.

## Cidades-irmãs
- Coventry,  Reino Unido (1969)
- Rennes,  França (1982)
- San Francisco, Califórnia,  Estados Unidos (1984)
- Colonia,  Alemanha (1988)
- Swansea,  Reino Unido (1994)
- Xangai,  China (2005)